# Mitrophane (évêque orthodoxe)
 (novembre 2021).
Si vous disposez d'ouvrages ou d'articles de référence ou si vous connaissez des sites web de qualité traitant du thème abordé ici, merci de compléter l'article en donnant les références utiles à sa vérifiabilité et en les liant à la section « Notes et références ».
L'évêque Mitrophane (Митрофан, dans le monde Mikhaïl Alexandrovitch Ossiak, Михаил Александрович Осяк), né le 19 novembre 1972 à Rostov-sur-le-Don, est un archevêque russe de l'Église orthodoxe russe, évêque actuel de l'éparchie de Gatchina et supérieur du monastère Saint-Jean de Tcheremenets à côté de Louga.

## Biographie
Il naît en 1972 à Rostov-sur-le-Don dans la famille d'un prêtre orthodoxe. Après avoir terminé ses études secondaires, il entre à l'école technique de construction de Rostov-sur-le-Don, puis en 1990 au grand séminaire de Minsk. Il est ordonné diacre le 21 septembre 1992 en la cathédrale de Rostov-sur-le-Don par l'évêque d'Azov, Serge (Poletkine). Le 6 juin 1993, il est ordonné prêtre en cette même cathédrale par le métropolite Vladimir (Kotliarov). Il est nommé prêtre à la paroisse de l'Ascension de Rostov tout en continuant ses études par correspondance auprès de l'Académie théologique de Moscou. Il prononce ses vœux monastiques le 11 avril 1994 auprès de l'archimandrite Modeste (Potapov) prenant le nom de religion de Mitrophane, d'après saint Mitrophane de Voronej. Il est nommé économe et cellérier du monastère Notre-Dame-du-Don de Starotcherkasskaïa le 19 juillet suivant. Il termine ses études de l'Académie théologique de Moscou en 1995.
Le 13 octobre 1997, le hiéromoine Mitrophane est incardiné à l'éparchie de Saint-Pétersbourg et devient supérieur par intérim du monastère de Tcheremenets en pleine construction. Il est confirmé comme supérieur le 9 juin 1998 avec le rang  d'higoumène.
Il termine l'académie de théologie de Saint-Pétersbourg en 2007. Il est nommé en septembre 2009 président de la commission de restauration des églises de l'éparchie de Saint-Pétersbourg en septembre 2009.

### Archevêque
Le Saint-Synode le nomme le 12 mars 2013 évêque de l'éparchie de Gatchina (diocèse recouvrant la région proche autour de Saint-Pétersbourg) et le 15 mars suivant archimandrite. Il est consacré évêque ce même jour en l'église de Tous-les-Saints-de-Russie du monastère Danilov et sa consécration comme archevêque se déroule le 23 mars 2013 en l'église Saint-Nicolas de Khamovniki de Moscou. L'onction est conférée par le patriarche Cyrille avec comme coconsécrateurs le métropolite de Kroutitsi, l'archevêque d'Istrie, l'évêque de Solnetchnogorsk, et ceux de Podolsk, Kronstadt, Voskressensk.

## Distinctions
- Nabedrennik (19 avril 1995)
- Croix pectorale (8 avril 1998)
- Crosse (29 mars 2004)
- Croix pectorale avec décoration (15 avril 2008)